# Jean-Marie
Jean-Marie ist ein französischer Doppelvorname, der sich aus den Namen Jean und Marie zusammensetzt.

## Namensträger

### A
- Jean-Marie Adiaffi (1941–1999), ivorischer Filmemacher und Schriftsteller
- Jean-Marie Alméras (* 1943), französischer Autorennfahrer und Rennstallbesitzer
- Jean-Marie Auberson (1920–2004), Schweizer Dirigent und Geiger

### B
- Jean-Marie Balestre (1921–2008), Präsident verschiedener Automobil-Verbände
- Jean-Marie Benoît Balla (1959–2017), kamerunischer Geistlicher und römisch-katholischer Bischof von Bafia
- Jean-Marie Bayol (1849–1905), französischer Politiker
- Jean-Marie Beaudet (1908–1971), kanadischer Dirigent, Pianist und Organist
- Jean-Marie Beffara (* 1962), französischer Politiker
- Jean-Marie Bertholin (* 1936), französischer Objektkünstler
- Jean-Marie Besset (* 1959), französischer Dramatiker und Drehbuchautor
- Jean-Marie Bockel (* 1950), französischer Politiker (PS, LGM, UDI)
- Jean-Marie Albert Bottequin (* 1941), belgischer Fotograf, Fotojournalist, Fotokünstler und Pantomime
- Jean-Marie Brohm (* 1940), französischer Sportsoziologe sowie Sportwissenschaftler, Anthropologe und Philosoph
- Jean-Marie Brussin (1924–1958), französischer Automobilrennfahrer und Industrieller

### C
- Jean-Marie Camus (1877–1955), französischer Bildhauer und Medailleur
- Jean-Marie Cavada (* 1940), französischer Journalist und Politiker
- Jean-Marie Chami (* 1962), libanesischer melkitischer Geistlicher, Weihbischof und Patriarchalvikar
- Jean-Marie Collot d’Herbois (≈1750–1796), französischer Revolutionär und Schauspieler sowie Mitglied des Nationalkonvents und Wohlfahrtsausschusses
- Jean-Marie Untaani Compaoré (1933–2024), burkinischer Geistlicher und Erzbischof von Ouagadougou
- Jean-Marie Corre (1864–1915), französischer Unternehmer und Radsportler
- Jean-Marie Cremer (* 1945), belgischer Bauingenieur
- Jean-Marie Cuchot d’Herbain (1727–1801), Titularbischof von Askalon und Weihbischof in Trier
- Jean-Marie Cuoq (* 1968), französischer Rallyefahrer

### D
- Jean-Marie Dedecker (* 1952), belgischer Politiker
- Jean-Marie Degoutte (1866–1938), französischer Offizier
- Jean-Marie Demange (1943–2008), französischer Politiker (UMP)
- Jean-Marie Derscheid (1901–1944), belgischer Zoologe und Züchter
- Jean-Marie Doré (1938–2016), guineischer Politiker (UPG)
- Jean-Marie Dorsenne (1773–1812), französischer Général de division der Infanterie (Garde impériale)
- Jean-Marie Dreujou (* 1959), französischer Kameramann
- Jean-Marie Drot (1929–2015), französischer Schriftsteller und Filmregisseur
- Jean-Marie Dru (* 1947), französischer Vorstandsvorsitzender der Werbebranche
- Jean-Marie Dufour (* 1949), kanadischer Wirtschaftswissenschaftler und Hochschullehrer
- Jean-Marie Dumazer (1929–2019), französischer Automobilrennfahrer und Motorsportfunktionär

### E
- Jean-Marie Ecay (* 1962), französischer Jazz- und Fusionmusiker
- Jean-Marie Ehouzou (* 1950), Diplomat und Politiker aus Benin
- Jean-Marie Ellenberger (1913–1988), Schweizer Architekt

### F
- Jean-Marie Fugère (1818–1882), französischer Künstler, Graveur und Lithograf

### G
- Jean-Marie Ghuysen (1925–2004), belgischer Mikrobiologe
- Jean-Marie Girault (1926–2016), französischer Politiker (UDF) sowie Bürgermeister von Caen
- Jean-Marie Gorez (* 1945), belgischer Radrennfahrer und nationaler Meister im Radsport
- Jean-Marie Guéhenno (* 1949), französischer Diplomat und Politologe
- Jean-Marie Guyau (1854–1888), französischer Philosoph und Dichter

### H
- Jean-Marie Halsdorf (* 1957), luxemburgischer Politiker

### I
- Jean-Marie Ingrand (* 1934), französischer Jazzmusiker (Kontrabass)

### J
- Jean-Marie Jacquemin (* 1942), belgischer Unternehmer sowie Rallye- und Rundstrecken-Rennfahrer

### K
- Jean-Marie Kélétigui (1932–2010), Bischof von Katiola

### L
- Jean-Marie Laclavetine (* 1954), französischer Lektor, Schriftsteller und Übersetzer
- Jean-Marie de Lanessan (1843–1919), französischer Mediziner, Botaniker und Politiker
- Jean-Marie Larrieu (* 1965), französischer Filmregisseur
- Jean-Marie Lawniczak (* 1942), französischer Fußballspieler und -trainer
- Jean-Marie Gustave Le Clézio (* 1940), französisch-mauritischer Schriftsteller
- Jean-Marie Le Pen (1928–2025), französischer rechtsextremer Politiker (Front National)
- Jean-Marie Le Roux (1863–1949), französischer Mathematiker
- Jean-Marie Le Tensorer (* 1947), französischer Prähistorischer Archäologe
- Jean-Marie Le Vert (* 1959), französischer römisch-katholischer Geistlicher und Weihbischof in Bordeaux
- Jean-Marie Leblanc (* 1944), französischer Radrennfahrer, -funktionär und Sport-Journalist
- Jean-Marie Leclair (1697–1764), französischer Komponist und Violinist
- Jean-Marie Lehn (* 1939), französischer Chemiker
- Jean-Marie Lemerle (* 1947), französischer Autorennfahrer und Rennstallbesitzer
- Jean-Marie Londeix (1932–2025), französischer Saxophonist
- Jean-Marie Lopez, französischer Amateurastronom und Asteroidenentdecker
- Jean-Marie Lovey CRB (* 1950), Schweizer Geistlicher, ehemaliger Propst vom Hospiz auf dem Grossen St. Bernhard und Bischof von Sitten
- Jean-Marie Lustiger (1926–2007), römisch-katholischer Erzbischof von Paris
- Jean-Marie Luton (1942–2020), französischer Ingenieur, Wissenschaftler und Raumfahrtfunktionär

### M
- Jean-Marie Machado (* 1961), französischer Jazzpianist und Komponist
- Jean-Marie Manatawai (1932–2014), Politiker und Präsident von Vanuatu
- Jean-Marie Massaud (* 1966), französischer Designer
- Jean-Marie Maury (1907–1994), französischer römisch-katholischer Geistlicher und Erzbischof von Reims
- Jean-Marie Mérillon (1926–2013), französischer Botschafter
- Jean-Marie Messier (* 1956), französischer Geschäftsmann
- Jean-Marie Moeglin (* 1955), französischer Historiker
- Jean-Marie Musivi Mpendawatu (* 1955), römisch-katholischer Geistlicher
- Jean-Marie Musy (1876–1952), Schweizer Politiker (KVP)

### P
- Jean-Marie Pallardy (1940–2024), französischer Filmschauspieler und Regisseur
- Jean-Marie Pelt (1933–2015), französischer Pharmakologe, Umweltschützer und Botaniker
- Jean-Marie Pérès (1915–1998), französischer Meeresbiologe
- Jean-Marie Pesez (1929–1998), französischer Archäologe und Historiker
- Jean-Marie Pfaff (* 1953), belgischer Fußballtorwart
- Jean-Marie Pirot (1926–2018), französischer Maler der Christlichen Kunst
- Jean-Marie Plum (1899–1944), belgischer Komponist und Organist
- Jean-Marie Poiré (* 1945), französischer Filmregisseur, Drehbuchautor und Filmproduzent
- Jean-Marie Poirot (1945–2015), französischer Skispringer
- Jean-Marie Prévost (1918–1997), französischer Fußballspieler

### R
- Jean-Marie Reding (* 1975), luxemburgischer Bibliothekar
- Jean-Marie Roland de La Platière (1734–1793), französischer Wirtschaftsfachmann und Politiker während der Französischen Revolution
- Jean-Marie Rouart (* 1943), französischer Autor und Journalist

### S
- Jean-Marie Sander (* 1949), französischer Bankier
- Jean-Marie Schaeffer (* 1952), französischer Philosoph und Hochschullehrer
- Jean-Marie Sermier (* 1961), französischer Politiker
- Jean-Marie Simon OSFS (1858–1932), Apostolischer Vikar von Orange River
- Jean-Marie Souriau (1922–2012), französischer Mathematiker und mathematischer Physiker
- Jean-Marie Speich (* 1955), römisch-katholischer Erzbischof und Diplomat des Heiligen Stuhls

### T
- Jean-Marie Tarascon (* 1953), französischer Chemiker
- Jean-Marie Teno (* 1954), kamerunischer Filmemacher und Videokünstler
- Jean-Marie Tétart (* 1949), französischer Politiker (Les Républicains)
- Jean-Marie Tillard (1927–2000), kanadischer katholischer Theologe
- Jean-Marie Tjibaou (1936–1989), Politiker und Anführer der kanakischen Unabhängigkeitsbewegung in Neukaledonien

### V
- Jean-Marie Valhubert (1764–1805), französischer Général de brigade
- Jean-Marie Vianney (1786–1859), katholischer Priester, heiliggesprochen
- Jean-Marie Villot (1905–1979), Kardinalstaatssekretär und Camerlengo der römisch-katholischen Kirche
- Jean-Marie Vrydagh (1905–1962), belgischer Entomologe

### W
- Jean-Marie Wampers (* 1959), belgischer Radrennfahrer

### Z
- Jean-Marie Zemb (1928–2007), französischer Philosoph und Germanist
- Jean-Marie Zoellé (1944–2020), französischer Kommunalpolitiker